# Crimson-Shell
Crimson-Shell (クリムゾン・シェル, Kurimuzon-Sheru) é um mangá shōnen escrito e ilustrado por Jun Mochizuki. A série foi publicada entre agosto de 2005 e janeiro de 2006 na revista Monthly GFantasy, pertencente à Square Enix, e compilada em um volume com seis capítulos.
O mangá foi a obra de estreia de Mochizuki como mangaká profissional e compartilha semelhanças temáticas e estéticas com seu trabalho mais conhecido, Pandora Hearts. Recebeu publicação em língua inglesa pela editora Yen Press em novembro de 2009.

## Recepção
Chris Beveridge do The Fandom Post elogiou a arte, enquanto observou que o enredo "parece apenas uma amostra do que [o enredo] poderia ter sido". Ao contrário de Beveridge, Koiwai do Manga News elogiou a arte e a história, ao mesmo tempo que recomendou a série aos fãs do próximo trabalho do autor, Pandora Hearts. Christel Scheja da Splash Comics compartilhou opiniões semelhantes às de Beveridge, afirmando que "Crimson Shell é um daqueles títulos que você pode ler se não conhece muitos outros títulos de mistério, mas não precisa, pois a história não se destaca dos outros em termos de conteúdo ou arte."